# Вах, Мариуш
Мариуш Вах (пол. Mariusz Wach; род. 14 декабря 1979, Краков, Польша) — польский боксёр-профессионал, джорнимэн, выступающий в тяжёлой весовой категории. Серебряный призёр чемпионата ЕС (2004) в любителях. Бывший претендент на титулы чемпиона мира WBO, IBF, WBA (2012). Бывший двукратный интернациональный чемпион Польши в супертяжелом весе (2006, 2020), бывший чемпион WBC International (2011-2012), бывший чемпион Европы по версии WBO (2017)

## Любительская карьера
Мариуш Вах начал заниматься боксом в 1990 году, наряду с этим он обучался смешанным единоборствам. Свой первый любительский поединок он провел в 19 лет. Проведя 90 боев, Вах стал представлять Польшу на многочисленных любительских турнирах.
Среди его главных достижений за этот период необходимо отметить две золотые и одну бронзовую медали на индивидуальном Чемпионате Польши и серебро на чемпионате Европейского Союза в 2004 году. Вах был запасным боксером от Польши на Олимпийских играх 2004 года.

## Профессиональная карьера
Свою профессиональную карьеру он начал 29 апреля 2005 года в Польше. Следующие 9 боёв он проводил в Польше, США и Германии. Его соперниками были низкорейтинговые боксёры, и Вах побеждал их преимущественно по очкам. Одиннадцатый бой он проводил против достаточно сильного канадского боксёра Артура Кука, который имел в своём активе только одно поражение. Вах победил канадца в 9 раунде ввиду отказа последнего от продолжения поединка. На кону боя стоял чемпионский пояс Польши.
В 13-м бою Вах нокаутировал Андрея Киндрича (3-5-0) по кличке "Металлург" в 4 раунде 12-раундового поединка. Провёл ещё несколько победных боёв, прошел по очкам стойкого джорнимэна Даниила Перетятько (13-17), победил бывшего чемпиона по кикбоксингу, россиянина Евгения Орлова (9-3-1), затем литовского джорнимена, Ремигиюса Зиаусуса (7-18-1), и нокаутировал высокого американского боксёра, Джулиуса Лонга (15-11-0). Вах не смог договориться с достойными соперниками о более высокорейтинговых боях, и с рекордом (21-0, 9 КО) отчаявшись ушёл из бокса.

### Возвращение в бокс

#### Бой с Кристианом Хаммером
Мариуш более года не выходил на ринг.
В июле 2010 года встретился с чемпионом мира среди любителей по юниорам, Кристианом Хаммером. Несмотря на то что у Хаммера был малый опыт, он очень конкурентно вёл бой с Мариушем Вахом первые пять раундов. Вах нокаутировал Хаммера в 6-м раунде 8-раундового боя, и нанёс ему второе поражение в карьере. В ноябре 2010 года Вах победил Гэлена Брауна техническим нокаутом. В 2011 провёл бой за вакантный балтийский титул чемпиона по версии WBC, нокаутировав Джонатана Хаглера в 3 раунде.

#### Бой с Кевином Макбрайдом
29 июля 2011 года в Анкасвилле (США) состоялся вечер бокса, в рамках которого Мариуш Вах завоевал вакантный титул WBC International в бою с ирландским боксером Кевином Макбрайдом (35-9-1, 29 КО). Вах нокаутировал соперника в четвертом раунде. Нокаут оказался для Макбрайда настолько тяжелым, что он смог покинуть ринг только на носилках.

#### Бой с Джейсоном Гэверном
5 ноября 2011 года в поединке с известным джорнименом из США Джейсоном Гэверном (21-9-4, 10 КО) продолжил победную серию, отстояв титул интернационального чемпиона по версии WBC благодаря досрочному успеху. Уже в первом раунде Гэверн побывал в нокдауне, а во втором сделал то же самое еще дважды, однако Вах, несмотря на столь резвый старт, промучал соперника аж до шестого отрезка противостояния. Проведя несколько точных джебов и мощный правый через руку, Мариуш вынудил рефери остановить поединок.

#### Бой с Таем Филдсом
А в марте 2012 года в Атлантик-Сити (штат Нью-Джерси, США) Мариуш Вах одержал досрочную победу над американцем Таем Филдсом. Вах выиграл нокаутом в шестом раунде. Поляк полностью контролировал ход поединка, а в шестом раунде провел два правых хука подряд, после которых Филдс рухнул на настил ринга. Рефери остановил поединок и зафиксировал победу Ваха нокаутом.

#### Чемпионский бой с Владимиром Кличко
Являлся одним из потенциальных соперников Виталия Кличко на сентябрьскую защиту титула, но Виталий отдал предпочтение Мануэлю Чарру. В августе стало известно, что Мариуш Вах выбран в качестве соперника на добровольную защиту титулов с абсолютным чемпионом мира Владимиром Кличко. Поединок состоялся 10 ноября 2012 года. Бой начался активно. Украинец уверенно взял первые четыре раунда, а в конце пятого раунда Мариуш точным правым кроссом из под руки, потряс Владимира. Один из самых зрелищных раундов, стал 8-й, где Кличко от гонга до гонга наносил множество точных комбинаций джебами. Вах был сильно потрясён, и казалось он на грани нокдауна, но поляк сумел додержаться до гонга. Кличко не смог нокаутировать поляка и победил по очкам. Для Ваха это поражение стало первым в карьере в 27-и боях. После тяжёлого поражения, Вах решил взять перерыв до середины января, и только потом приступать к тренировкам.

#### Допинговый скандал
После боя с Владимиром Кличко взятая у Ваха проба «А» дала положительный результат. В моче спортсмена были обнаружены следы запрещенных анаболических стероидов. От повторного анализа спортсмен отказался в виду дороговизны проведения — примерно 30 000 долларов. Также спортсмен заявил, что не будет оспаривать результаты первого теста и будет ждать решения о своей дисквалификации. Позже Вах признался в употреблении допинга.
23 января 2013 года стало известно что боксёрская федерация Германии приняла решение лишить боксёра лицензии на год, начиная с 10 ноября 2012 года даты проведения боя с Владимиром Кличко. В конце марта Вах снова приступил к тренировкам. Стал одним из шести спарринг-партнёров Александра Поветкина, готовящегося к чемпионскому бою с Владимиром Кличко.

### Второе возвращение в бокс
17 октября 2014 года после почти двухгодового перерыва вернулся в профессиональный бокс и победил сербского спортсмена Самира Куртагича единогласным решением судей.

#### Бой с Трэвисом Уокером
Пробыв два года вне ринга, потраченные на восстановление после болезненного поражения в титульном поединке, Вах одержал вторую победу подряд, сломив сопротивление американского джорнимена Трэвиса Уокера (39-12-1, 31 КО) 12 декабря 2014 года. Не выпуская преимущества из рук, Вах от раунда к раунду разбивал соперника, пока не нокаутировал Уокера техническим нокаутом в 6 раунде после серии попаданий и отсчитанного нокдауна в который Вах послал американца.

#### Бой с Гбенга Олоукун
14 марта 2015 года одержал третью победу после неудачной попытки свергнуть с трона Владимира Кличко в ноябре 2012 года, и в третий же раз подряд сделал это в поединке с джорнименом. На этот раз соперником Ваха стал нигериец Гбенга Олуокун (19-11, 12 КО). Используя солидное превосходство в росте и длине рук, Мариуш не форсировал события и комфортно довёл дело до единогласного решения судей по итогам 10-ти раундов в свою пользу.

#### Бой с Константином Айрихом
19 июня 2015 года в городе Островец - Свентокшиский (Польша) одержал четвёртую подряд победу. Жертвой поляка стал уроженец Казахстана, выступающий под германским флагом Константин Айрих (21-11-2, 17 КО), который ничего не смог поделать с превосходством соперника в габаритах. Бомбардируя Айриха джебом, разбавленным увесистыми правыми прямыми, Вах записал на счёт досрочную победу техническим нокаутом в шестом раунде.

#### Возможный бой с Энтони Джошуа
12 сентября 2015 года был запланирован 12-раундовый бой Энтони Джошуа с Мариушем Вахом. Ради полноценной подготовки, Джошуа решил отказаться от промежуточного поединка который был назначен на 18 июля, и сконцентрировался на подготовке к Мариушу Ваху. Но так как промоутеры боксёров не смогли прийти к согласию в финансовой стороне то бой не состоялся.

#### Претендентский бой с Александром Поветкиным
4 ноября 2015 года в Казани состоялся поединок Мариуша Ваха и Александра Поветкина за региональный титул WBC Silver. Бой начался в достаточно равном темпе, соперникам удавалось провести несколько успешных атак. В 4-м раунде Вах смог сделать рассечение над левым глазом Поветкина. Начиная с 5-го раунда, Александр, стал действовать более агрессивно, его удары (в основном оверхенды и апперкоты) всё чаще достигали цели и в итоге привели к тому, что на лице Ваха образовалась гематома в 9-м раунде. Судье периодически приходилось разнимать боксёров из клинчей. В 12-м раунде гематома у Ваха лопнула и кровь разлилась на лице. Судья решил показать Ваха врачу. По решению врача рефери остановил бой. Для Поветкина это была 30 победа и 22 нокаутом. Для Ваха это же стало вторым (первым досрочным) поражением в профессиональной карьере.
10 декабря 2015 года промоутер Александра Поветкина Андрей Рябинский заявил, что Вах завалил допинг-тест. Впоследствии WBC признали Ваха не виновным. В то же время была информация что у Ваха и российской стороны возникли проблемы с выплатой гонорара польскому спортсмену ввиду положительного допинг теста.

#### Бой с Марсело Луисом Насименто
14 мая 2016 года в городе Кензежин - Козле (Польша) встретился с бразильским джорнимэном Марсело Луисом Насименто (17-12). Неплохо начав поединок, выгодно используя превосходство в росте и длине рук, впоследствии Вах, однако, позволил сопернику перехватить инициативу. Не блистая выдумкой, но перерабатывая хозяина ринга, Насименто не только продержался до финального гонга, но и остановился в шаге от ничьей: всего лишь 98—92, 96—94 и 96—95 в пользу Мариуша.

#### Бой с Эрканом Тепером
Прервал почти годичную паузу, выступив 15 октября 2016 года на вечере бокса в Лейпциге (Германия) где сразился с немцем турецкого происхождения Эрканом Тепером (16-2, 10 КО) который потерпел поражение в своем предыдущем бою с Кристианом Хаммером (19-4) раздельным решением судей: 112—116, 115—113, 112—117 в бою за пояc WBO European. Поляк хорошо начал этот поединок против Тепера. Но к концу боя оба были очень уставшими. В целом бой прошёл в равной борьбе, Вах использовал своё преимущество в физических данных и контролировал соперника на дистанции прямыми ударами. Тепер особо не проявил себя в атаках, а больше выжидал, надеясь на точное попадание. Но в конце поединка Мариуш немного активизировался и стал больше работать, что и повлияло на результат. Когда прозвучал последний гонг, оба подняли руки в знак победы. Немного лучше был боксёр из Польши, однако, нужно было иметь в виду, что он провёл бой на территории соперника. В итоге Вах победил единогласно: 116—112, 115—113 и 115—113.

#### Бой с Джарреллом Миллером
11 ноября 2017 года Вах приехал в город Юниондейл, штат Нью Йорк, США и подрался с проспектом Джаррелл Миллер (20-0-1, 18 КО) . Вах неплохо провел первый раунд, однако в последующих раундах в ринге доминировал его более молодой оппонент, хотя Мариуш иногда неплохо огрызался. Неторопливое течение боя оживлялось довольно интересными разменами на ближней дистанции. Миллер действовал бесхитростно, налегая на размашистые боковые и стараясь пробить апперкот правой, но так ни разу и не потряс Ваха. Стойкий польский «Викинг» не собирался уступать, пытаясь отвечать на прямолинейные атаки Миллера и наверняка достоял бы до конца поединка, но в шестом раунде поляк сломал правую руку, и врач предлагал остановить бой еще до начала восьмого раунда. «Я не могу использовать мою правую руку, я не могу использовать мою правую руку», — повторял Вах в своем углу после седьмого раунда. Впрочем, Ваху дали еще один шанс, но уже в девятом раунде рефери принял решение остановить бой, в котором у поляка уже не оставалось шансов на победу.

#### Бой с Артуром Шпилькой
10 ноября 2018 года в городе Гливице, (Польша) в главном поединке вечера состоялось противостояние местных супертяжей. Мариуш потерпел поражение раздельным решением судей от Артура Шпильки (22-3, 15 КО). Бой прошёл по ожидаемому сценарию. Вах работал первым номером, Шпилька действовал на контратаках. Первые раунды ощущалось преимущество Шпильки, но начиная с 4-й трёхминутки Вах перехватил инициативу. После экватора Мариуш поднажал, взвинтил темп боя, взял 6-ю трёхминутку, но вынужденно отдал следующую — устал работать в таком высоком темпе. Два последних раунда Шпилька работал активнее. Но Вах пошёл ва-банк и за минуту до окончания боя отправил соперника в тяжёлый нокдаун. Шпилька продолжил бой, но пребывал в состоянии грогги. Добить соперника Вах не сумел. Судейский вердикт был спорный: 97—93 и 95—94 в пользу Шпильки и 93—96 в пользу Ваха.

#### Бой с Мартином Баколе
6 апреля 2019 года в Катовице, (Польша) за титул чемпиона Польши в супертяжелом весе сразился с уроженцем ДРК Мартином Баколе Илунгой (12-1, 9 КО). Только в стартовом раунде Ваху удалось держать Баколе на дальней дистанции джебом. Затем инициативой завладел африканец. Он просто перебивал опытного Ваха за счёт воркрейта, не обращал внимания на контрудары Ваха. После экватора боя показалось, что Илунга устал, и Вах сможет перехватить инициативу. Но африканец поймал второе дыхание, а поляк физически не смог тягаться с ним в плотности боя. В 8-м раунде Илунга потряс Ваха и бросился на добивание, но рефери своевременно вмешался и остановил односторонний поединок.
14 сентября 2019 года провел восстановительный бой с грузинским джорнимэном Гогитом Горгиладзе (10-30-0) победив нокаутом во втором раунде. Для грузинского боксера этот бой стал последним, больше на ринг он не выходил. Бой проходил в Академии физического воспитания города Катовице (Польша).
5 октября 2019 года в городе Пешице (Польша) победил еще одного малоизвестного грузинского боксера Джорджи Тамазашвили (2-5). Бой закончился нокаутом в 1 раунде.

#### Бой с Диллианом Уайтом
Бой состоялся в Эд-Диръия, Саудовская Аравия в андеркарде реванша Энди Руис - Энтони Джошуа 7 декабря 2019 года. Ветеран из Польши попытался работать первым номером. джебил, прессинговал. Но сильно уступал в комбинационной работе и ручной скорости — британский супертяж Диллиан Уайт (27-1, 18 KO) попадал чаще, точнее, традиционно работал по этажам. Фаворит контролировал ход боя, но иногда и сам пропускал — в концовке второй трёхминутки Вах дважды кряду попал коротенькими, но точными правыми выстрелами. После окончания 4-й трёхминутки бойцы немного потолкались. Поляк держался, отвечал ударами на удары, набил Уайту гематому возле правого глаза. Британец выглядел уставшим, явно рассчитывал, что бой будет попроще. В заключительных раундах супертяжи ярко зарубились. Вах порадовал выступлением, но на победу не наработал. Вердикт судей: 98 —93, 97—93 (дважды) в пользу фаворита.

#### Бой с Кевином Джонсоном
13 июня в Польше 40-летний Вах справился с американским ровесником Кевином Джонсоном (34-17, 18 КО) в главном поединке первого «пандемического» польского вечера бокса. 10-раундовый бой бывших претендентов на титулы чемпиона мира в супертяжёлом весе за пояс интернационального чемпиона Польши ожидаемо прошёл всю дистанцию под знаком превосходства хозяина ринга, который пользовался преимуществом в росте и размахе рук, а также фирменной инертностью соперника. В середине поединка Джонсону удалось несколько раз зацепить Ваха, когда тот допускал обмены на ближней дистанции, однако в целом итоговый счёт судей: 97—93, 98—92 и 99—91 — закономерен и отображает происходившее. После боя Мариуш заявил, что травмировал правую руку — предположительно это случилось в 7-м раунде.

#### Бой с Хьюи Фьюри
12 декабря 2012 года на Уэмбли, Лондон (Великобритания) в андеркарде боя Энтони Джошуа - Кубрат Пулев состоялся поединок с бывшим претендентом на титул чемпиона мира Хью Фьюри (24-3) который приходится двоюродным братом чемпиону мира по боксу Тайсону Фьюри. Бойцы ожидаемо начали с перестрелки джебами. Фьюри выглядел агрессивнее обычного, атаковал, сближался, пытался измотать возрастного поляка. Вах временами хорошо огрызался (чего только стоит апперкот во 2-м раунде), но малость не дорабатывал. Ожидаемые клинчи, удары по затылку и после гонга присутствовали в немалом количестве. В 4-м раунде Фьюри заработал опасное и неприятное рассечение возле левого глаза после столкновения головами. Вторую половину боя британец отбоксировал в более привычном стиле: с дальней дистанции, через джеб, много двигался. Теперь уже Вах был вынужден инициировать сближения, но поляк никак не мог совладать с джебом Фьюри и попросту не поспевал. Бой прошёл всю дистанцию. Вердикт судей: 99—91, 100—90 (дважды) в пользу Хью.

#### Бой с Асланбеком Махмудовым
19 февраля 2022 года в Монреале (Канада) встретился с топовым российским супертяжеловесом Асланбеком Махмудовым (13-0). Вах, не уступавший Махмудову в габаритах, неплохо провел начало боя, но в пятом раунде Махмудову удалось потрясти польского боксера, а в шестом раунде Вах оказался на настиле ринга после пропущенных ударов и был не в состоянии продолжать бой.

#### Бой с Кевином Лареной
17 сентября 2022 года в ЮАР встретился с южноафриканским боксером Кевином Лереной (27-1) который проводил свой третий поединок в супертяжелом весе, проиграв единогласным решением судей. Счет судейских записок составил: 118—110 и 120—108 (дважды).

#### Бой с Якубом Сосински
3 июня 2023 года в Конты-Вроцлавске, Польша провёл промежуточный бой перед встречей с Фрейзером Кларком в Великобритании с соотечественником Якубом Сосински (8-3-1, 3 КО) и одержал досрочную победу в 5 раунде.

#### Бой с Фрейзером Кларком
16 июня 2023 года в Лондоне (Великобритания) проиграл бронзовому призеру Токио Фрейзеру Кларку (6-0). 31-летний Кларк уверенно владел преимуществом и победил со счетом 100—90, но не был близок к досрочной победе и заметно устал в концовке своего первого десятираундового поединка на профессиональном ринге. Этот бой для Ваха был вторым за две недели.

#### Бой с Михалом Болозом
13 октября 2023 года в Новы-Сонч (Польша) победил ещё одного соотечественника - джорнимена Михала Болоза (5-5-2, 5 КО). Счет по итогам 10 раундов составил: 86—99, 86—99 (дважды).

#### Бой с Мозесом Итаумой
27 июля 2024 года в Лондоне (Англия) в вечере Джо Джойс vs Дерек Чисора вышел против британского проспекта Мозеса Итаумы (9-0, 7 КО). В первом же раунде стала заметна разница в скорости. Вах просто не успевал за более молодым и скоростным соперником. Во втором раунде Итаума начал действовать агрессивнее и послал в нокдаун Ваха серией в голову. После возобновления боя британский проспект зажал Мариуша в углу нанеся серию безответных ударов в голову после чего вмешался рефери и остановил бой. ТКО2.

## Работа спарринг-партнером
Осенью 2010 года работал спарринг- партнером в тренировочном лагере Сэма Питера при подготовке к реваншу с Владимиром Кличко.
Был спарринг - партнером Девида Хея осенью 2013 года перед несостоявшимся впоследствии боем с Тайсоном Фьюри.
Был одним из 6-ти спарринг партнеров Александра Поветкина когда тот готовился к титульному бою с объединенным чемпионом Владимиром Кличко осенью 2013 года.
В 2015 году участвовал в подготовке Владимира Кличко к бою против Тайсона Фьюри.
Летом 2023 года получил приглашение принять участие в лагере подготовки Александр Усика в Карпатах к защите поясов против Даниеля Дюбуа, так же присутствовал в обоих лагерях подготовки Александра Усика к объединительному бою с Тайсоном Фьюри.

## Статистика профессиональных боёв
В таблице перечислены результаты всех поединков боксёров.
В каждой строке указан результат поединка. Дополнительно номер поединка обозначен цветом, который обозначает итог поединка. Расшифровка обозначений и цветов представлена в нижеследующей таблице.
| Пример | Расшифровка                     |
| ------ | ------------------------------- |
|        | Победа                          |
|        | Ничья                           |
|        | Поражение                       |
|        | Планируемый поединок            |
|        | Поединок признан несостоявшимся |
| КО     | Нокаут                          |
| ТКО    | Технический нокаут              |
| PTS    | Решение судей (по очкам)        |
| UD     | Единогласное решение судей      |
| MD     | Решение большинства судей       |
| SD     | Раздельное решение судей        |
| RTD    | Отказ от продолжения боя        |
| DQ     | Дисквалификация                 |
| NC     | Поединок признан несостоявшимся |

| 49 поединков, 38 побед (20 нокаутом), 11 поражений. | 49 поединков, 38 побед (20 нокаутом), 11 поражений. | 49 поединков, 38 побед (20 нокаутом), 11 поражений. | 49 поединков, 38 побед (20 нокаутом), 11 поражений. | 49 поединков, 38 побед (20 нокаутом), 11 поражений.                        | 49 поединков, 38 побед (20 нокаутом), 11 поражений. | 49 поединков, 38 побед (20 нокаутом), 11 поражений. |
| Бой                                                 | Рекорд                                              | Дата боя                                            | Соперник                                            | Место проведения боя                                                       | Раундов, время                                      | Дополнительно |
| --------------------------------------------------- | --------------------------------------------------- | --------------------------------------------------- | --------------------------------------------------- | -------------------------------------------------------------------------- | --------------------------------------------------- | --- |
| 49                                                  | 38-11                                               | 27 июля 2024                                        | Мозес Итаума (9-0)                                  | O2 Арена, Лондон, Великобритания                                           | TKO 2 (10), 2:30                                    | Бой за титул WBO Inter-Continental в тяжёлом весе (1-я защита Итаумы) |
| 48                                                  | 38-10                                               | 13 октября 2023                                     | Михал Болоз (5-5-2)                                 | Hala Sportowa, Новый Сак, Польша                                           | UD 10 (10)                                          | Счёт судьи: 100:88 |
| 47                                                  | 37-10                                               | 16 июня 2023                                        | Фрейзер Кларк (6-0)                                 | Йорк-холл, Лондон, Англия, Великобритания                                  | PTS 10 (10)                                         | Счёт судьи: 90-100. |
| 46                                                  | 37-9                                                | 3 июня 2023                                         | Якуб Сосинский (8-2-1)                              | Конты-Вроцлавске, Польша                                                   | TKO 5 (8), 1:24                                     | Счёт судьи: 39-37. |
| 45                                                  | 36-9                                                | 17 сентября 2022                                    | Кевин Лерена (27-1)                                 | Emperors Palace, Кемптон-Парк, Гаутенг, ЮАР                                | UD 12 (12)                                          | Счёт: 110-118, 108-120 (дважды). Бой за вакантный титул чемпиона по версии IBO Inter-Continental в тяжёлом весе.                                                                                           |
| 44                                                  | 36(19)-8                                            | 19 февраля 2022                                     | Арсланбек Махмудов (13-0)                           | Montreal Casino, Монреаль, Квебек, Канада                                  | KO 6 (10), 0:39                                     | Бой за титул чемпиона Северной Америки по версиям NABA (2-я защита Махмудова) и NABF (5-я защита Махмудова) в тяжёлом весе.                                                                                |
| 43                                                  | 36(19)-7                                            | 12 декабря 2020                                     | Хьюи Фьюри (24-3)                                   | Уэмбли Арена, Уэмбли, Лондон, Великобритания                               | UD 10 (10)                                          | Счёт судей: 91-99, 90-100 (дважды). |
| 42                                                  | 36(19)-6                                            | 12 июня 2020                                        | Кевин Джонсон (34-16-1)                             | Palac w Konarach, Конары, Польша                                           | UD 10 (10)                                          | Счёт судей: 99-91, 98-92, 97-93. Завоевал вакантный международный титул чемпиона Польши в тяжёлом весе. |
| 41                                                  | 35(19)-6                                            | 7 декабря 2019                                      | Диллиан Уайт (26-1)                                 | Diriyah Arena, Эд-Диръия, Саудовская Аравия                                | UD 10 (10)                                          | Счёт судей: 93-98, 93-97 (дважды). |
| 40                                                  | 35(19)-5                                            | 5 октября 2019                                      | Георгий Тамазашвили (2-5)                           | Пешице, Польша                                                             | KO 1 (6), 1:25                                      | |
| 39                                                  | 34(18)-5                                            | 14 сентября 2019                                    | Гогита Горгиладзе (6-30)                            | Катовице, Польша                                                           | TKO 2 (8), 1:00                                     | |
| 38                                                  | 33(17)-5                                            | 6 апреля 2019                                       | Мартин Баколе Илунга (11-1)                         | Катовице, Польша                                                           | TKO 8 (10), 2:26                                    | Бой за вакантный титул интернационального чемпиона Польши в тяжёлом весе. |
| 37                                                  | 33(17)-4                                            | 10 ноября 2018                                      | Артур Шпилька (21-3)                                | Гливице, Польша                                                            | SD 10 (10)                                          | Счёт: 96-93, 94-95, 93-97. |
| 36                                                  | 33(17)-3                                            | 11 ноября 2017                                      | Джаррелл Миллер (19-0-1)                            | Нассау Колизеум, Юниондейл, штат Нью-Йорк, США                             | ТКО 9 (12), 1:02                                    | |
| 35                                                  | 33(17)-2                                            | 18 марта 2017                                       | Эркан Тепер (16-1)                                  | Arena Leipzig, Лейпциг, Саксония, Германия                                 | UD 12 (12)                                          | Завоевал вакантный титул чемпиона Европы по версии IBF. |
| 34                                                  | 32(17)-2                                            | 14 мая 2016                                         | Марсело Луис Насименто (19-12)                      | Hala Azoty, Кендзежин-Козле, Польша                                        | UD 10 (10)                                          | |
| 33                                                  | 31(17)-2                                            | 4 ноября 2015                                       | Александр Поветкин (29-1)                           | Татнефть-Арена, Казань, Россия                                             | TKO 12 (12), 0:50                                   | Бой за титул чемпиона по версии WBC Silver. Судья остановил бой из-за опасного рассечения у Ваха. |
| 32                                                  | 31(17)-1                                            | 19 июня 2015                                        | Константин Айрих (21-10-2)                          | Hala Widowiskow, Островец-Свентокшиский, Польша                            | TKO 6 (10), 2:39                                    | |
| 31                                                  | 30(16)-1                                            | 14 марта 2015                                       | Гбенга Олоукун (19-10)                              | Cuprum Arena, Любин, Польша                                                | UD 10 (10)                                          | |
| 30                                                  | 29(16)-1                                            | 12 декабря 2014                                     | Трэвис Уокер (39-12-1)                              | MOSiR Hall, Радом, Польша                                                  | TKO 6 (10), 2:30                                    | |
| 29                                                  | 28(15)-1                                            | 17 октября 2014                                     | Самир Куртагич (12-6)                               | Дзержонюв, Польша                                                          | UD 8 (8)                                            | |
| Перерыв                                             |                                                     |                                                     |                                                     |                                                                            |                                                     | |
| 28                                                  | 27(15)-1                                            | 10 ноября 2012                                      | Владимир Кличко (58-3)                              | O2 World Arena, Альтона, Гамбург, Германия                                 | UD 12 (12)                                          | Титул чемпиона мира по версиям IBF, IBO, 13-я защита, по версии WBO, 9-я защита (после повторного завоевания титула), по версии суперчемпиона WBA, 3-я защита Кличко, титул чемпиона The Ring, 6-я защита. |
| 27                                                  | 27(15)-0                                            | 24 марта 2012                                       | Тай Филдс (49-4)                                    | Resorts Hotel & Casino, Ньюарк, Нью-Джерси, США                            | TKO 6 (12), 1:44                                    | Бой за интернациональный титул WBC 2-я защита Ваха. |
| 26                                                  | 26(14)-0                                            | 5 ноября 2011                                       | Джейсон Гаверн (21-8-4)                             | Mohegan Sun Casino, Унцесвилль, Коннектикут, США                           | TKO 6 (12), 1:03                                    | Бой за интернациональный титул WBC 1-я защита Ваха. |
| 25                                                  | 25(13)-0                                            | 29 июля 2011                                        | Кевин Макбрайд (39-9-1)                             | Mohegan Sun Casino, Унцесвилль, Коннектикут, США                           | KO 4 (12), 2:25                                     | Бой за вакантный интернациональный титул WBC. |
| 24                                                  | 24(12)-0                                            | 19 февраля 2011                                     | Джонатан Хагглер (23-3)                             | Essex County College, Ньюарк, Нью-Джерси, США                              | KO 3 (10), 1:22                                     | Бой за вакантный балтийский титул WBC. |
| 23                                                  | 23(11)-0                                            | 12 ноября 2010                                      | Гален Браун (34-14-1)                               | Twin River Event Center, Линкольн, Род-Айленд, США                         | TKO 4 (6), 2:48                                     | |
| 22                                                  | 22(10)-0                                            | 17 июля 2010                                        | Кристиян Хаммер (7-1)                               | Sport and Congress Center, Шверин, Мекленбург-Передняя Померания, Германия | KO 6 (8), 1:56                                      | |
| Перерыв                                             |                                                     |                                                     |                                                     |                                                                            |                                                     | |
| 21                                                  | 21(9)-0                                             | 24 апреля 2009                                      | Джулис Лонг (15-11)                                 | MOSiR Hall, Ярослав, Польша                                                | TKO 7 (10), 2:17                                    | Бой за титул TWBA, 2-я защита Ваха. |
| 20                                                  | 20(8)-0                                             | 7 февраля 2009                                      | Ремигиюс Зиаусус (7-18-1)                           | Stadthalle, Росток, Мекленбург-Передняя Померания, Германия                | UD 6 (6)                                            | |
| 19                                                  | 19(8)-0                                             | 21 ноября 2008                                      | Евгений Орлов (9-3-1)                               | Hala Sportowa OSiR, ul. Westfala 3A, Гродзиск-Мазовецкий, Польша           | UD 10 (10)                                          | Бой за титул TWBA, 1-я защита Ваха. |